# Lipáza

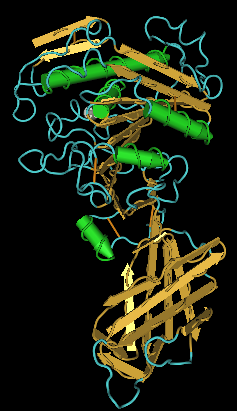
Pankreatická lipáza

Lipáza (triacylglycerol acylhydroláza EC 3.1.1.3.) je enzym ze skupiny hydroláz, rozkládající tuky na glycerol a mastné kyseliny (na absorbovatelnou formu). Lipáza tak řídí množství syntetizovaného tuku, zajišťuje redukci tukové zásoby a v dostatečném množství je schopna pomoci při jeho spalování.
Lipázy jsou v živé tkáni téměř všudypřítomné, neboť jsou pro život zásadní. Mají je rostliny, živočichové, hlavně pak bakterie a houby. U živočichů se rozlišují tři funkční třídy lipáz: první jsou vylučovány do trávicí soustavy, druhé jsou v tkáních a třetí v mléce. Lipázy jsou v podstatě přítomny ve všech důležitých orgánech lidského těla. Do trávicí soustavy je vylučují zejména žlázy v ústech (na jazyku) a v slinivce břišní.